# HDL (NDB)

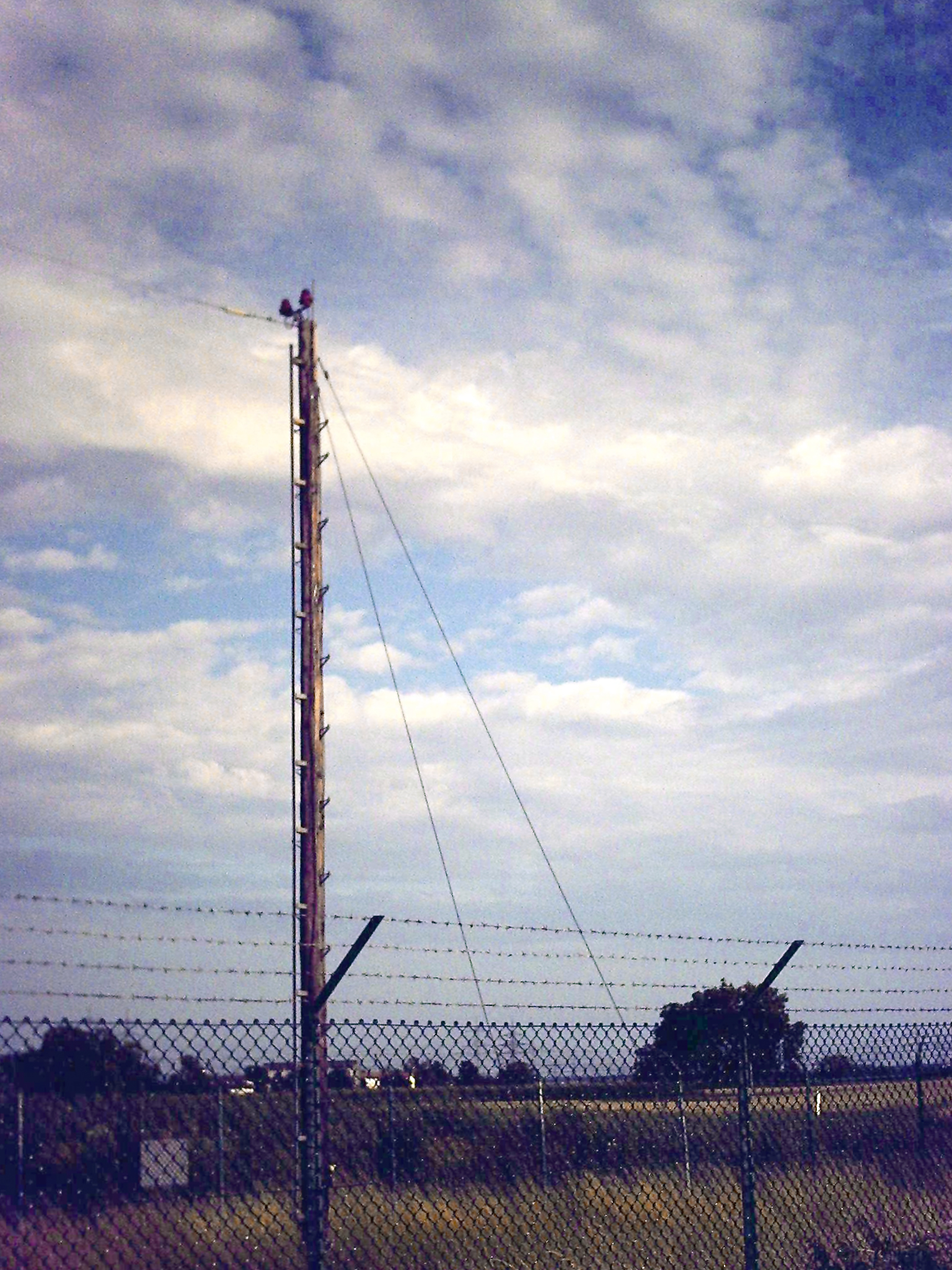
Einer der beiden Holzmaste des Funkfeuers HDL

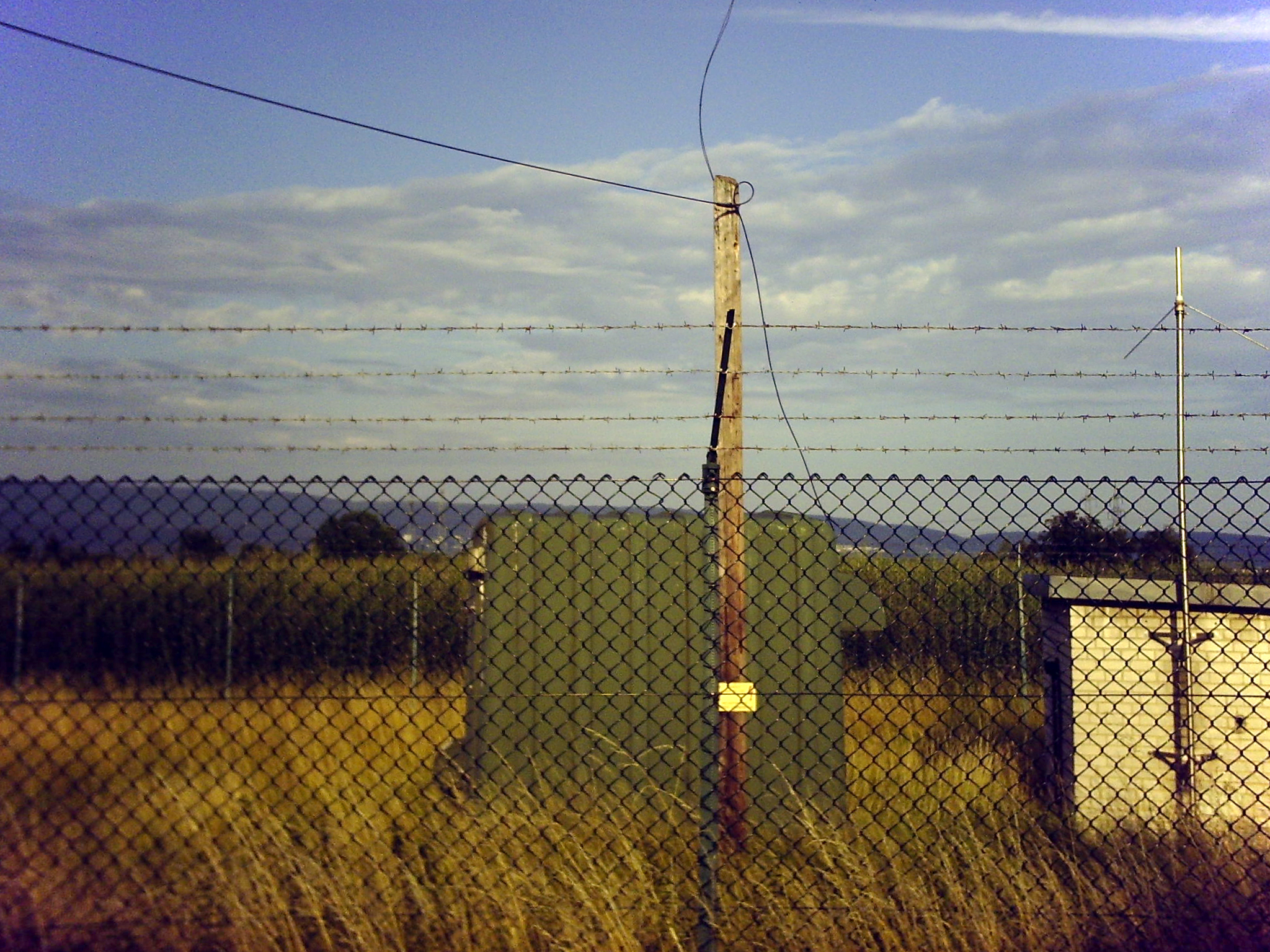
Abstimmhaus des Funkfeuers HDL

HDL ist das Rufzeichen eines ungerichteten Funkfeuers (NDB) beim Helikopter-Landeplatz Heidelberg-Pfaffengrund der US-Luftwaffe südlich von Plankstadt.
Das Funkfeuer HDL sendete auf der Frequenz 417 kHz und verwendete als Sendeantenne eine T-Antenne, welche an zwei Holzmasten gespannt war. Dieses Funkfeuer gehörte daher zu den wenigen Sendeeinrichtungen in Deutschland mit hölzernen Antennenträgern.
Im Juni 2013 sind die Holzmasten durch Eisenmasten ersetzt, jedoch kein Sendekabel gespannt worden.
Der Sender ist seit Juni 2013 nicht mehr in Betrieb, im Spätjahr 2013 wurde die vorhandene Technik und das Abstimmhaus entfernt.
Die Stilllegung des NDB steht in Verbindung mit dem Abzug der US-Truppen aus Heidelberg und der Schließung des Landeplatzes HD.
Koordinaten: 49° 23′ 9,7″ N, 8° 35′ 48,4″ O